# Spengler Cup 2002
Der Spengler Cup 2002 (französisch Coupe Spengler 2002) war die 76. Auflage des gleichnamigen Wettbewerbs und fand vom 26. bis 31. Dezember 2002 im Schweizer Luftkurort Davos statt. Als Spielstätte fungierte das dortige Eisstadion. Insgesamt besuchten 84'480 Zuschauer die elf Turnierspiele, die damit allesamt ausverkauft waren.
Es siegte das Team Canada, das durch einen 3:2-Sieg im Finalspiel in der Neuauflage des Vorjahresfinals über den Gastgeber HC Davos das Turnier gewann. Bereits in der Qualifikation hatten die Kanadier die Partie knapp mit 3:2 für sich entschieden. Sie revanchierten sich damit für die Finalniederlagen der beiden letzten Jahre. Es war der insgesamt neunte Titel für die Kanadier seit 1984.
Der Finne Mika Alatalo war mit sieben Scorerpunkten, darunter drei Tore, erfolgreichster Akteur des Turniers. Der Kanadier Lonny Bohonos in Diensten des HC Davos wurde als wertvollster Spieler ausgezeichnet.

## Modus
Die fünf teilnehmenden Teams spielten zunächst in einer Einfachrunde im Modus «jeder gegen jeden», so dass jede Mannschaft vier Spiele bestritt. Die beiden punktbesten Mannschaften nach Abschluss der zehn Qualifikationsspiele ermittelten schliesslich in einer zusätzlichen Partie den Turniersieger.

## Turnierverlauf

### Qualifikation
| 26. Dezember 2002 15:30 Uhr | HC Sparta Prag | 0:2 (0:1, 0:1, 0:0) Spielbericht | HC Davos T. Paterlini (18:26) S. Rizzi (34:23) | Eisstadion, Davos Zuschauer: 7'680 |

| 26. Dezember 2002 20:45 Uhr | Team Canada C. Ferguson (5:21) J. Black (37:23) Y. Sarault (44:23) Y. Sarault (51:41) J.-Y. Roy (58:41) | 5:4 (1:2, 1:2, 3:0) Spielbericht | Kölner Haie D. McLlwain (2:58) D. Werenka (6:47) A. Keller (35:02) S. Furchner (36:01) | Eisstadion, Davos Zuschauer: 7'680 |

| 27. Dezember 2002 15:30 Uhr | Kölner Haie D. McLlwain (17:21) W. Schyrjajew (27:24) F. Nilsson (59:33) | 3:1 (1:0, 1:1, 1:0) Spielbericht | HC Sparta Prag D. Branda (24:50) | Eisstadion, Davos Zuschauer: 7'680 |

| 27. Dezember 2002 20:45 Uhr | TPS Turku M. Kiprusoff (20:35) V. Vahalahti (23:12) M. Alatalo (25:47) M. Kiprusoff (41:09) M. Alatalo (44:13) | 5:6 n. P. (0:2, 3:2, 2:1, 0:0, 0:1) Spielbericht | HC Davos L. Bohonos (0:40) B. Christen (18:54) K. Miller (22:35) M. Riesen (28:19) P. Juhlin (59:45) L. Bohonos (PS) | Eisstadion, Davos Zuschauer: 7'680 |

| 28. Dezember 2002 15:30 Uhr | Kölner Haie T. Leahy (23:08) E. Lewandowski (46:28) S. Furchner (51:06) | 3:0 (0:0, 1:0, 2:0) Spielbericht | TPS Turku | Eisstadion, Davos Zuschauer: 7'680 |

| 28. Dezember 2002 20:45 Uhr | HC Sparta Prag F. Ptáček (49:35) | 1:4 (0:3, 0:0, 1:1) Spielbericht | Team Canada M. Maneluk (1:02) J.-Y. Roy (4:08) R. Savoia (10:18) M. Maneluk (45:00) | Eisstadion, Davos Zuschauer: 7'680 |

| 29. Dezember 2002 15:30 Uhr | Team Canada M. Maneluk (0:45) M. Craig (8:48) P. DiPietro (9:29) P. DiPietro (29:45) | 4:3 (3:2, 1:1, 0:0) Spielbericht | TPS Turku M. Alatalo (2:18) M. Holmqvist (5:15) P. Nummelin (23:40) | Eisstadion, Davos Zuschauer: 7'680 |

| 29. Dezember 2002 20:45 Uhr | HC Davos L. Bohonos (23:39) L. Bohonos (34:49) S. Rizzi (37:54) F. Sutter (51:00) B. Bonin (57:48) | 5:2 (0:1, 3:0, 2:1) Spielbericht | Kölner Haie A. Hicks (2:31) D. McLlwain (45:21) | Eisstadion, Davos Zuschauer: 7'680 |

| 30. Dezember 2002 15:30 Uhr | HC Davos K. Miller (16:34) B. Christen (59:14) | 2:3 (1:1, 0:0, 1:2) Spielbericht | Team Canada B. Andrews (19:14) B. Casey (43:44) M. Craig (53:59) | Eisstadion, Davos Zuschauer: 7'680 |

| 30. Dezember 2002 20:45 Uhr | TPS Turku V. Vahalahti (7:56) K. Rintanen (30:22) M. Tuokko (52:55) P. Nummelin (54:40) | 4:3 (1:1, 1:0, 2:2) Spielbericht | HC Sparta Prag M. Broš (3:30) P. Leška (48:25) P. Leška (56:44) | Eisstadion, Davos Zuschauer: 7'680 |

| Pl. |                | Sp | S | OTN | N | Tore  | Punkte |
| --- | -------------- | -- | - | --- | - | ----- | ------ |
| 1.  | Team Canada    | 4  | 4 | 0   | 0 | 16:10 | 8      |
| 2.  | HC Davos       | 4  | 3 | 0   | 1 | 15:10 | 6      |
| 3.  | Kölner Haie    | 4  | 2 | 0   | 2 | 12:11 | 4      |
| 4.  | TPS Turku      | 4  | 1 | 1   | 2 | 13:16 | 3      |
| 5.  | HC Sparta Prag | 4  | 0 | 0   | 4 | 05:13 | 0      |

### Final
| 31. Dezember 2002 12:00 Uhr | Team Canada J. Alston (2:15) L. Sellars (25:38) J. Alston (53:53) | 3:2 (1:1, 1:1, 1:0) Spielbericht | HC Davos B. Bonin (6:19) L. Bohonos (31:03) | Eisstadion, Davos Zuschauer: 7'680 |

## Siegermannschaft
| Spengler-Cup-Sieger Team Canada | Torhüter: Corey Hirsch, Jamie Hodson, Mark McArthur Verteidiger: Peter Allen, Chris Armstrong, Mark Astley, Chris Belanger, Jamie Heward, John Miner, Luke Sellars Stürmer: Jan Alston, Bobby Andrews, Mike Bishai, James Black, Brian Casey, Brandon Convery, Mike Craig, Paul DiPietro, Craig Ferguson, Chris Lindberg, Mike Maneluk, Christian Matte, Jean-Yves Roy, Yves Sarault, Ryan Savoia Cheftrainer: Mike Pelino |

## All-Star-Team
| Angriff:      | Paul DiPietro – Mika Alatalo – Lonny Bohonos (MVP) |
| Verteidigung: | Petteri Nummelin – Jamie Heward                    |
| Tor:          | Lars Weibel                                        |